# ثانوية كوينز الدولية
ثانوية كوينز الدولية هي مدرسة دولية خاصة تقع في نيويورك، الولايات المتحدة.

## الروابط الخارجية
1. ↑  "معلومات عن ثانوية كوينز الدولية على موقع nces.ed.gov". nces.ed.gov. مؤرشف من الأصل في 2019-12-15.

- Official Website
- Internationals Network For Public Schools نسخة محفوظة 28 يوليو 2009 على موقع واي باك مشين.